# 五月千和加

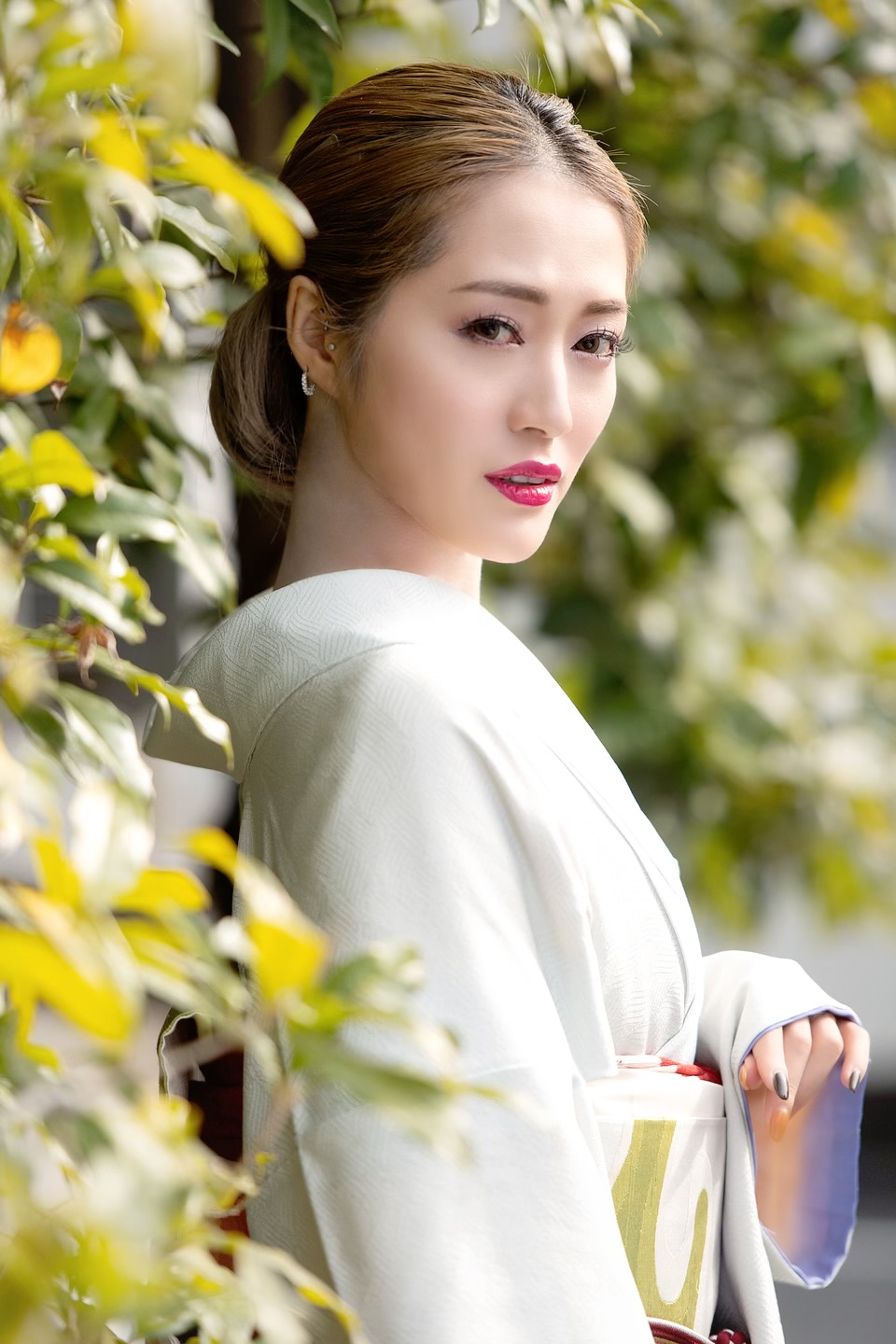
2021年撮影

五月 千和加（さつき せんわか、1992年1月30日 - ）は、日本の日本舞踊家。日本舞踊の五月流三代目家元。愛称：ギャル家元。

## 基本情報
- 生誕：1992年1月30日（33歳）
- 出身地：東京都
- 血液型：A型
- 職業：日本舞踊家・タレント
- 配偶者：邦楽演奏家（2013年）、一般人（2020年-2023年）
- 身長：162cm[3]
- 学歴：聖学院幼稚園・小学校、跡見学園中学校・高等学校、目白大学社会学部
- 師匠：五月千王・坂東勝友
- 事務所：五月流日本舞踊事務局[4]・エイジアプロモーション・apエンタテインメント[3]（メディア関係）

## 来歴
1992年1月30日、東京都に長女として生まれる。祖母が坂東流から暖簾分けをし五月流を創流。母は二代目五月千介。2歳上に兄がいる。父は歌舞伎・日本舞踊を専門とした舞台大道具・小道具の会社を経営している。
2歳の時、東京・国立大劇場にて五月 光(さつき ひかる)として初舞台。金太郎・チューリップを披露。
生まれた時から日本舞踊の稽古をしており、当時の師匠であった五月千王の自宅近くの聖学院幼稚園・小学校へ通う。下校後は毎日祖母の家へ行き稽古をしていた。
9歳の時、東京・歌舞伎座にて五月流三代目を襲名した。日本舞踊最高峰と呼ばれる【京鹿子娘道成寺】を披露。
勉学も必要であると考えた母の勧めで中学受験をし跡見学園へ入学。部活へは入らず学問と日本舞踊の両立の日々を送る。下校後は、日本舞踊はじめ三味線や唄などの習い事へと通う。
高校1年生の時、日本五代流派の一つである坂東流の坂東勝友師に弟子入り、日本舞踊を含め奉公に通った。
17歳の時、国立小劇場にて単独公演を成功させ五月 千和加を継承。
21歳の時、邦楽の太夫と結婚したがその後離婚。
21歳の時、国立大劇場二日間公演にて五月流家元を襲名。
25歳の時、TV出演した際にスカウトされ、エイジアプロモーション・apエンタテインメントに所属。長い赤髪をトレードマークとし、見た目の派手さと職業のギャップでメディア活動を始める。
2020年、16歳年上の一般人と再婚。2021年5月に第一子である長女、2022年10月に第二子である長男を出産。2023年12月、離婚しシングルマザーとなる。

## 私生活
- ディズニー、ハリーポッター、バットマンの大ファン。大の犬好き。愛犬はダルメシアン、名前はメロディー。
- 趣味は海外旅行、ミュージカル・映画鑑賞、乗馬。美容やファッションに関心があり、日々SNS等で発信。
- 声帯機能不全という稀な持病を持っており、抗生物質でアナフィラキシーショックを起こしたことがある。

## 資格・特技
- 英検2級（2006年取得）
- 普通自動二輪免許（2008年取得）
- 普通自動四輪免許（2010年取得）
- 書道師範（2016年取得）
- ABCクッキングライセンス（2017年取得）
- 英会話（22歳でハワイ留学、24歳でイギリス留学）
- ピアノ（5歳より習得中）